# Mača

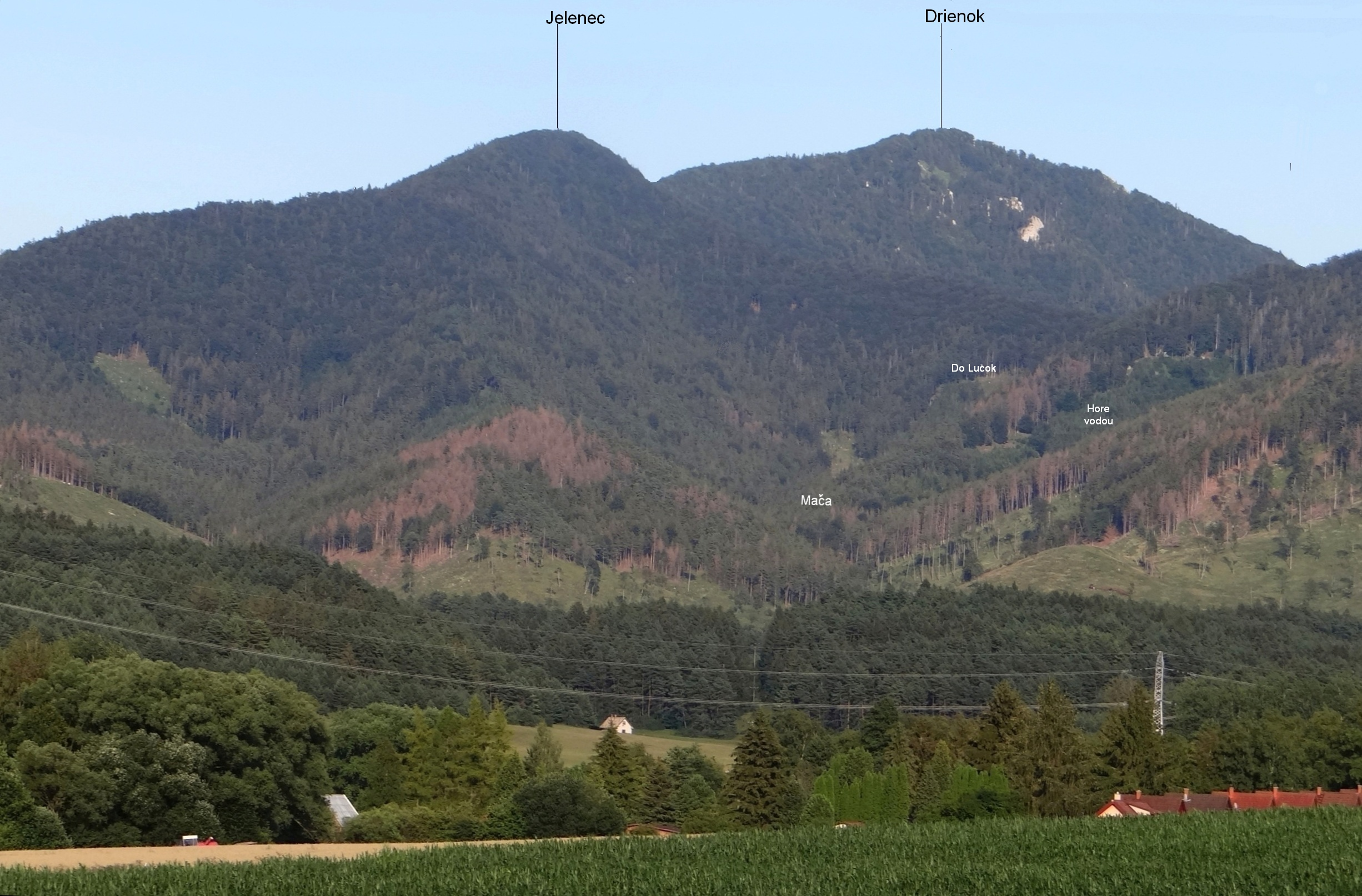
Widok od zachodu

Mača – dolina w zachodniej części Wielkiej Fatry na Słowacji będąca dolną częścią doliny Do Lúčok. Od ujścia dolinki Hore vodou Mača opada w kierunku zachodnim do Kotliny Turczańskiej. Jej orograficznie prawe zbocza tworzy południowo-zachodni grzbiet szczytu Jelenec (1129 m), zbocza lewe tworzą wzniesienia Hlboká (1010 m) i Suché vrchy (683 m). Ma wylot w miejscowości Rakša.
Dolina wyżłobiona jest w skałach wapiennych. Jest porośnięta lasem, w którym sterczą liczne skały i ściany skalne. Dnem doliny spływa potok Rakša. Górna część doliny znajduje się w obrębie Parku Narodowego Małej Fatry.

## Turystyka
Z Turčianskich Teplic doliną Mača prowadzi niebiesko znakowany szlak turystyki pieszej. Na przełęczy Sedlo za Drieňkom rozgałęzia się; jedna odnoga prowadzi na szczyt Drienok, druga na rozdroże Veľká Skalná, ústie, gdzie krzyżuje się z innym szlakiem. W dolnej części doliny (na rozdrożu Mača) do szlaku niebieskiego dołącza żółty szlak z miejscowości Mošovce.
  Turčianske Teplice – Rakša – rozdroże Mača – Do Lúčok – Sedlo za Drieňkom. Odległość 10,7 km, suma podejść 557 m, suma zejść 32 m, czas przejścia 3:10 h, z powrotem 2:40 h
  Mošovce – rozdroże Mača. Odległość 4,7 km, suma podejść 160 m, suma zejść 55 m, czas przejścia 1:15 h, z powrotem 1:10 h.